# Mausohrkolonien im Steigerwaldvorland
Mausohrkolonien im Steigerwaldvorland este o arie protejată (arie specială de conservare — SAC, sit de importanță comunitară — SCI) din Germania întinsă pe o suprafață de 0,03 ha, integral pe uscat.

## Localizare
Centrul sitului Mausohrkolonien im Steigerwaldvorland este situat la coordonatele 50°01′10″N 10°22′21″E / 50.0194°N 10.3725°E.

## Înființare
Situl Mausohrkolonien im Steigerwaldvorland a fost declarat sit de importanță comunitară în martie 2001 pentru a proteja 1 specie de animale. Situl a fost protejat și ca arie specială de conservare în aprilie 2016.

## Biodiversitate
Situată în ecoregiunea continentală, aria protejată nu include niciun habitat protejat.
La baza desemnării sitului se află o specie protejată de  mamifere: liliac comun (Myotis myotis).